# 울보
"울보"는 2016년에 개봉한 대한민국의 영화이다.

## 캐스팅
- 장유상 : 이섭 역
- 하윤경 : 하윤 역
- 이서준 : 길수 역
- 최준하 : 희상 역
- 양승준 : 연태 역
- 김정훈 : 병웅 역
- 김희재 : 유정 역
- 최가은 : 유화 역
- 허정도 : 조건남 역
- 정병호 : 이섭아버지 역
- 차순배 : 학생부장 역
- 한근섭 : 염색머리 역
- 공호석 : 병원장 역
- 장하란 : 쉼터선생님 역

## 수상
- 2015년 제16회 전주국제영화제 한국경쟁 - 특별언급상